# Geografía de Gambia
Gambia es un pequeño y estrecho país africano cuyo territorio se emplaza en los márgenes del río Gambia. El país posee un ancho no superior a los 48 kilómetros. Sus fronteras actuales se definieron las en 1889 tras un acuerdo entre el Reino Unido y Francia. Descontando su costa, en el extremo occidental del país, el país se encuentra completamente rodeado por Senegal.

## Relieve
Gambia está situado en la zona saheliana de la costa occidental de África. De su área total de 11.300 km², un 20 por ciento son humedales. El río Gambia discurre de este a oeste, dividiendo el territorio en dos franjas de 25 a 50 km de anchura y 300 km de longitud.
EL país está formado por una llanura de arenisca terciaria, cubierta por una capa sedimentaria ferruginosa muy poco fértil, que alcanza 10-15 m de altitud en la costa y 100 m de altura a 400 km tierra adentro. El resto del territorio está formado por viejas rocas precámbricas y paleozoicas que alcanzan su máxima altitud de 1.500 m en los escarpes de Futa Yallon. Las tierras altas, poco fértiles y con escasa retención de agua, que drenan bien por medio de estrechos valles llamados wulumbangos. Las tierras bajas incluyen la llanura inundable del río Gambia en Río Alto, y las áreas de marea en la zonas bajas.
La profundidad a la que se encuentra agua dulce oscila cerca de la costa entre los 4 y los 30 m, más profundo en general cerca de la frontera de Senegal, mientras el agua del mar circula por encima. El caudal aumenta de junio a diciembre y disminuye de enero a mayo, cuando la disponibilidad de agua dulce depende más de las lluvias. El paisaje es de sabana arbolada y matorral saheliano, con manglares cerca del estuario del río Gambia, bancos de arena y bolongs con manglares en el estuario. El 38 por ciento del territorio está cultivado.

## Clima
Gambia tiene un clima tropical, con una estación húmeda de noviembre a mayo, y una seca de junio a mediados de octubre, a causa del monzón. Las lluvias anuales oscilan entre 900 y 1.100 mm. En julio, agosto y septiembre, las lluvias superan los 200 mm por mes, y en agosto superan los 300 mm. 
En la capital, Banjul, en la costa, caen unos 980 mm anuales en 60 días, con un máximo de 345 mm en agosto y 19 días de precipitación, y prácticamente cero litros entre noviembre y mayo.
Las temperaturas oscilan entre los 32-34.oC en invierno, y de marzo a mayo alcanzan los 37-40.oC, sobre todo en el interior, a causa del viento harmattan del desierto. Con las lluvias de junio, bajan a 30.oC. En cambio, las mínimas son más bajas en los meses de invierno, sobre todo en el interior, caso de Sabi, en Río Alto con 15-16.oC en diciembre y enero, y 23-24.oC en los meses húmedos. La media anual en Sabi es de 27.oC y la precipitación de 843 mm, con 250 mm en agosto.
La temperatura del mar oscila entre 21-22.oC en invierno y sube a 28.oC en verano.

## Información general[4]

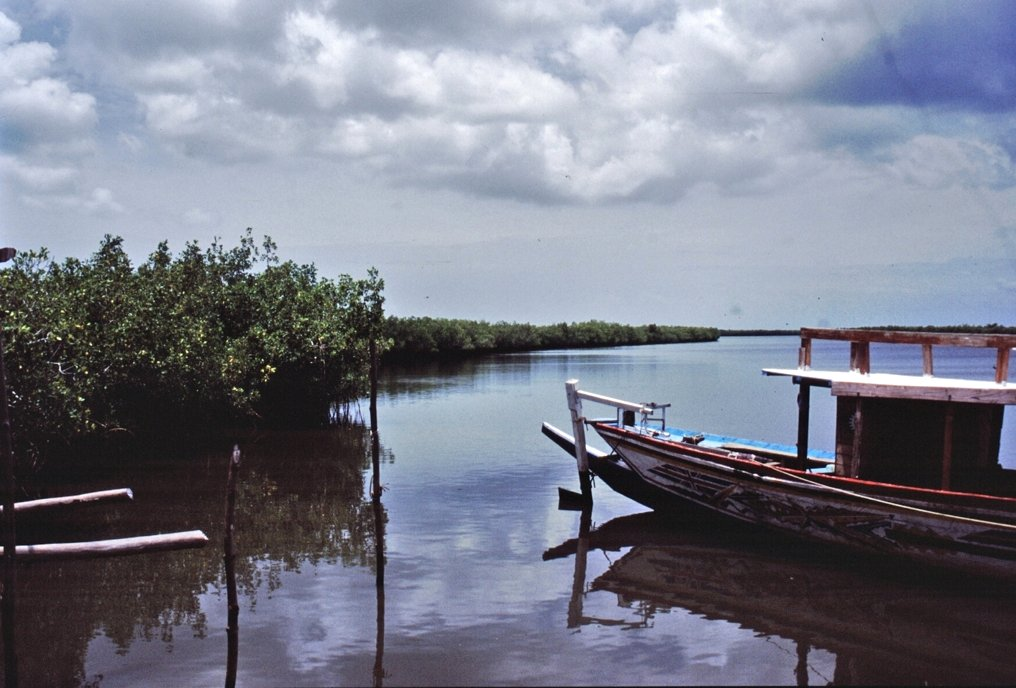
Imagen del río Gambia.

Ubicación: África occidental, junto al Océano Atlántico, limita al norte, sur y este con Senegal
Coordenadas geográficas: 13°28′ N, 16°24′ E
Área total: 11.300 km²
Fronteras terrestres:
- Total: 740 km
- Países limítrofes: Senegal 740 km

Costas marítimas: 80 km
Reclamos de soberanía marítima:
- Zona contigua: 18 mn.
- Zona de pesca exclusiva: 200 mn.
- Mar territorial: 12 mn.

Tipo de terreno: La mayoría del terreno está ocupado una llanura de inundación del río Gambia, flanqueada por algunas colinas bajas.
Tipo de clima: Tropical; presenta dos estaciones, una caliente, la estación de las lluvias (junio a noviembre); y una estación fría, la estación seca (noviembre a mayo)
Elevaciones extremas:
- Punto más bajo: Costa del Océano Atlántico 0 m s. n. m.
- Punto más alto: 53 m s. n. m.

Recursos Naturales: maní, pescado
Uso de la tierra:
- Tierras arables: 18%
- Cultivos permanentes: 9%
- Bosques: 28%
- Otros: 45% (est. 1993)

Tierras irrigadas: 150 km² (est. 1993)
Riesgos naturales: la deforestación, la desertificación; enfermedades transmitidas por la contaminación del agua

## Áreas protegidas de Gambia
En Gambia hay 12 zonas protegidas que cubren 442 km² de superficie terrestre y 16 km² de superficie marina, el 4% del territorio, en total el 4,18 % del país. De estas zonas, 3 son parques nacionales, 2 son reservas naturales, 1 es una reserva de humedal, 1 es una reserva de aves, 1 es una reserva de vida salvaje comunitaria y 1 es un complejo de humedales. También hay 3 sitios Ramsar.
De la totalidad del territorio, casi la mitad, unos 5.000 km², están cubiertas de bosque. Los manglares cubren un área de 600 a 670 km². Hay 64 bosques con algún tipo de protección que cubren un área de 340 km². Unas 6.462 ha están gestionadas por proyectos comunitarios que intentan evitar la deforestación.
- Parque nacional de Niumi, 77,58 km². Sitio Ramsar.

- Parque nacional del Río Gambia, 5,89 km²

- Parque nacional de Kiang West, 190,5 km²

- Reserva natural de Abuko, 1,34 km², rectangular, vallado con una zona de amortiguación (buffer zone) alrededor que también se considera reserva natural de 2,5 km².[7]

- Reserva del humedal de Baobolong, 220 km². Sitio Ramsar.

- Reserva de aves de Tanji, 6,12 km²

- Reserva natural comunitaria de Gunjur (Bolonfenyo), 3,2 km²

- Complejo de humedales de Tanbi, 60,34 km², junto a Banjul. Sitio Ramsar.